# Дреновени
Дреновени (грч. Κρανιώνας, до 1926. грч. Δρανοβαίνη) је насељено место у општини Костур у периферији Западна Македонија, Грчка. Према попису из 2021. године било је 2 становника.
Према бугарском географу и историчару, Василу Канчову, у Дреновену је 1900. године живело 650 Словена хришћана. Дреновени се састоје од две махале, Доњих и Горњих Дреновена, који су се једно време водили као посебна насеља. Током Другог светског рата и грађанског рата село је доста страдало, због чега је већи број мешата избегао у Југославију. После ратова, због великог притиска грчких власти, почело је исељавање у прекоокеанске земље.